# Петър Попдимитров
Петър Попдимитров (изписване до 1945 година: Петъръ попъ Димитровъ) е български революционер, деец на Вътрешната македоно-одринска революционна организация.

## Биография
Петър Попдимитров е роден в кюстендилското село Ветрен, тогава в Османската империя. Става приближен на Гоце Делчев и се присъединява към ВМОРО. Неговата къща става склад за оръжие и книжни материали, и важна спирка в системата на пограничните пунктове на ВМОРО между Кюстендил и Виница.